# Ріверсайд (округ Бінгем, Айдахо)
Ріверсайд (англ. Riverside) — переписна місцевість (CDP) в окрузі Бінггем штату Айдахо США. Населення — 930 осіб (2020).

## Географія
Ріверсайд розташований за координатами 43°11′48″ пн. ш. 112°26′8″ зх. д. / 43.19667° пн. ш. 112.43556° зх. д. (43.196554, -112.435625).  За даними Бюро перепису населення США в 2010 році переписна місцевість мала площу 5,56 км², уся площа — суходіл.

## Демографія
Згідно з переписом 2010 року, у переписній місцевості мешкало 838 осіб у 258 домогосподарствах у складі 222 родин. Густота населення становила 151 особа/км².  Було 265 помешкань (48/км²).
Расовий склад населення:
| - 86,2 % — білих - 1,4 % — корінних американців - 0,1 % — азіатів - 10,7 % — осіб інших рас |

До двох чи більше рас належало 1,6 %. Частка іспаномовних становила 15,0 % від усіх жителів.
За віковим діапазоном населення розподілялося таким чином: 35,4 % — особи молодші 18 років, 53,3 % — особи у віці 18—64 років, 11,3 % — особи у віці 65 років та старші. Медіана віку мешканця становила 31,5 року. На 100 осіб жіночої статі у переписній місцевості припадало 104,9 чоловіків;  на 100 жінок у віці від 18 років та старших — 98,2 чоловіків також старших 18 років.
Середній дохід на одне домашнє господарство  становив 68 673 долари США (медіана — 59 250), а середній дохід на одну сім'ю — 67 492 долари (медіана — 59 250). За межею бідності перебувало 29,5 % осіб, у тому числі 43,2 % дітей у віці до 18 років та 6,9 % осіб у віці 65 років та старших.
Цивільне працевлаштоване населення становило 331 осіб. Основні галузі зайнятості: освіта, охорона здоров'я та соціальна допомога — 36,0 %, будівництво — 16,9 %, сільське господарство, лісництво, риболовля — 12,4 %.